# 第四台 (英國)
第四台是英國的一間免費公共服務電視網，其職責是製作「高品質和獨特的節目」。第四台的總部位於倫敦霍斯菲里路124號，全國總部位於利茲壯麗劇場，並且在格拉斯哥和布里斯托設有創意中心。
第四台是英國第四間全國電視台，僅次於BBC One、BBC Two、ITV。第四台開播於1982年11月2日，比威爾斯語廣播商S4C要晚一天。雖然第四台大部分收入來自商業廣告，但其屬於公有，最初是獨立廣播局（IBA）的分支。第四台現由英國第四頻道公司所有運營，該公司是数字化、文化、媒体和体育部所有的公共企業。2010年，第四台將其服務擴大至威爾斯，成為覆蓋英國全國的電視頻道。

## 歷史

### 概念
在第四台和S4C開播之前，英國有三個無線電視頻道：BBC1、BBC2和ITV。自1954年ITV成立並在翌年開播後，英國就一直有設立第二個商業電視網的構想。在1970年代及1980年代初期銷售的英國電視機上，均設有「ITV/IBA 2」的備用按鈕。但由於政局影響，這一構想長期未能實現。直到《1980年廣播法》通過後，英國開始計劃開設第四個無線電視頻道。1982年，第四台和S4C開始試播，並在同年11月2日正式開播。
然而第四台構想實現的「遲到」也並非沒有好處。在1960年代初期，第四台在各轉播站的頻率就已經得到分配（當時公眾高度期待ITV2的開播）。這使得第四台得以覆蓋英國大部分地區，並且幾乎沒有干擾其它電波的問題，和15年後第五台開播時的情況呈現鮮明對比。

### 威爾斯
在英國考慮開播第四個無線電視頻道的同時，威爾斯出現遊說政府開設威爾斯語頻道的運動。當時BBC威爾士和HTV僅在非高峰時段播出威爾斯語節目。前威爾斯黨主席格溫弗·伊萬斯對這一運動極為重視，甚至威脅政府若不執行計劃就絕食抗議。因此在威爾斯，第四台被威爾斯第四台（S4C）取代。該頻道播出HTV、BBC和獨立製作公司製作的威爾斯語節目。但自2010年開始，由於S4C停播其類比電視，得以空出頻段，第四台因此開始在威爾斯播出。

### 開播和IBA控制時期
1982年11月2日，第四台正式開始播出，由主播保羅·科亞讀出下文：
下午好。很榮幸能對您說，歡迎收看第四台。
第四台在這一時期受到來自少數族裔和文藝界的好評。特別是在其第一任CEO傑瑞米·伊薩克斯任內，第四台在當代藝術節目領域享有盛譽。第四台和羅伯特·阿什利合作，製作了電視歌劇《完美人生》。
1992年，第四台被南非記者雅尼·阿蘭起訴，成為該台的第一起誹謗案。雅尼反對尼克·布魯姆菲爾德紀錄片《領導者，他的司機和司機夫人》對她的描寫。

### 英國第四頻道公司

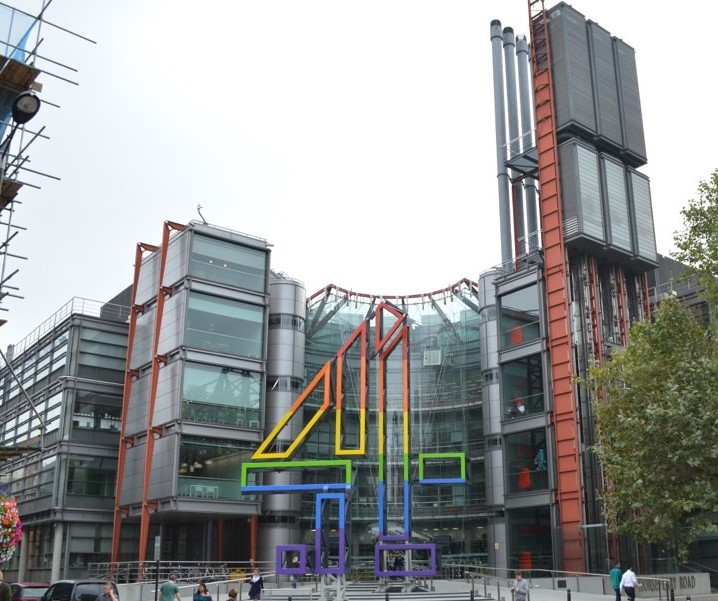
第四台總部位於倫敦霍斯菲里路124號

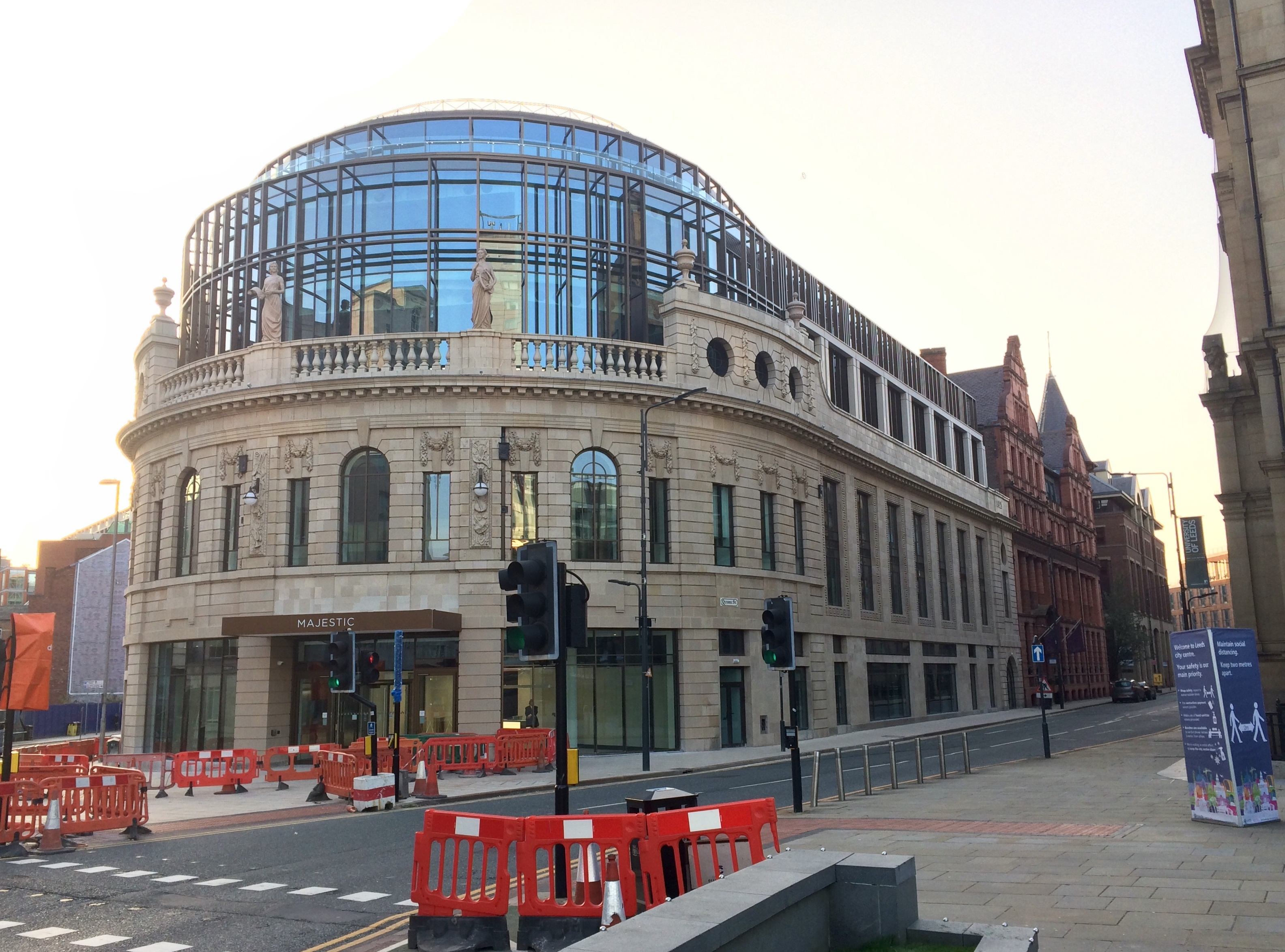
2020年，第四台在利茲城市廣場 (利茲)壯麗劇場開設了新的全國總部

1993年，第四台的控制權從第四台電視公司（Channel Four Television Company）轉移到英國第四頻道公司。此後第四台的節目風格發生變化，從關注社會邊緣改為主攻主流群體中的邊緣觀眾。第四台開始在其高峰時段播出眾多美國節目，並成為《老友记》、《仁心仁術》等美國節目最初在英國播出的頻道。
2000年代初期，第四台開始播出《老大哥》等真人秀節目，並轉播板球和賽馬等大眾體育賽事，成功提升收視率和收入。同時第四台還開播Film4、E4、More4等新頻道。但作為對其「大眾化」的回應，《2003年通信法》規定第四台需播出創新、實驗性和具創意的節目，以體現社會的文化多樣性。
在Freeview創始人安迪·鄧肯的領導下，第四台的數位頻道在2005年發生變化，E4成為免費頻道。第四台在同年十月加入Freeview聯盟。2006年7月，Film4亦成為免費頻道。
2009年11月，第四台播出了一週的3D立體電視，每晚播出可通過3D眼鏡觀看的3D節目。眼鏡通過森寶利超市發放。
2015年9月29日，第四台第五次修改了其標誌，並啟用了新的兩種企業字體「Chadwick」和「Horseferry」。2017年10月31日，第四台推出了新的系列標誌宣傳片。

### 近期歷史
在電視數位化之前，第四台對其今後如何為其公共服務義務保證資金表示擔憂。2006年4月，政府公佈第四台的數位電視轉換費用將由電視授權收入負擔
2007年3月28日，第四台宣布計劃和英國媒體公司EMAP合資播出音樂頻道「4Music」，並在Freeview上播出。2008年8月15日，4Music開始在英國播出。第四台曾有意在Freeview上播出Film4的高畫質版本。但高畫質頻道最後分配給第五台。此後第四台以2,800萬英鎊的價格收購了EMAP電視部分50%的股權。
玛格丽特·撒切尔、約翰·梅傑和托尼·布萊爾政府均曾考慮過將第四台民營化。截至2016年時，第四台的未來再次被政府關注，分析師為第四台的未來提出了多個選項。2021年6月，鮑里斯·約翰遜政府正考慮出售第四台。
2017年6月，第四台宣布阿萊克斯·馬洪將成為第四台新一任CEO，並在2017年11月接替離職的大衛·亞伯拉罕。

## 公共服務職責
第四台自開播時就承擔必須履行的公共服務義務。這些公共服務因各種廣播和通信法案而定期修改，並由管理第四台的機構進行監督（最初是IBA，後改為ITC，現在是Ofcom。
據《2003年通信法》，第四台需要承擔的職責有：

第四台的公共服務職責是提供廣範圍的高品質和多樣化節目，特別是：
- 形式及內容具有創新性、實驗性和獨創性的節目；
- 迎合多元文化社會的品味和興趣；
- 有教育價值的節目；
- 展示獨特個性的節目

第四台的職責還包括為學校提供節目，以及在大倫敦之外製作大量節目。

## 播出方式
第四台在開播時以無線類比電視形式播出訊號，這也是當時英國唯一的電視播出方式。由於第四台具有公共服務特殊地位，其可在無線電視免費播出。
第四台可在英國以外的眾多地區收看，包括愛爾蘭、荷蘭、比利時和瑞士。第四台在盧森堡廣播管理局（ALIA） 註冊，並通過該機構在歐盟/EEA播出。2019年開始，第四台通過英國三軍廣播服務（BFBS）向世界各地的英軍及他們的家人播出。
第四台網站允許英國國內用戶在網路上觀看第四台直播。但部分節目（主要是進口節目）並不在網上播出。第四台亦在維珍移動的數碼聲音廣播移動電視上提供服務。

## 資金
在開播初期，第四台的財源來自其它ITV公司。1990年廣播法通過之後，第四台的資金來源發生很大變化，不再依賴ITV。現在第四台和大多數商業廣播相同，其財源通過廣告、節目贊助、節目及版權銷售等方式獲得。截至2012年，第四台總收入有9.25億英鎊，其中91%來自廣告。
2007年，由於嚴重的財務困難，第四台尋求政府幫助，並在六年期間內獲得1,400萬英鎊資助。這一資金來自於電視授權費用，而這是電視授權費第一次用於BBC以外的企業。然而這一計劃被時任數碼文化傳媒及體育大臣安迪·伯纳姆廢除。廣播監管機構Ofcom在2009年公佈了一份報告，建議第四台考慮通過「夥伴關係、合資或合併」解決資金問題。

## 節目
第四台是一家「出版廣播商（publisher-broadcaster）」，其節目均購買自外部的獨立製作公司。第四台也是英國第一家將節目製作完全外包的電視台，而這一特徵亦被規定在其播出執照內。這也使得製作公司不必再依賴ITV作為其節目唯一的播出渠道。另一方面，雖然第四台是英國第一個將所有節目外包的英國電視台，但其也是英國最後一家將播出業務外包的無線電視台。

### 最多觀眾的節目
下表列出第四台觀眾人數最多的10個節目，數據來自BARB和第四台：
| 排名 | 節目             | 觀眾人數（百萬人） | 日期           |
| ---- | ---------------- | ------------------ | -------------- |
| 1    | 一個偉大的女人   | 13.85              | 1985年1月4日   |
| 2    | 老大哥           | 13.74              | 2001年7月27日  |
| 3    | 一個偉大的女人   | 13.20              | 1985年1月3日   |
| 4    | 四個婚禮一個葬禮 | 12.40              | 1995年11月15日 |
| 5    | 一個偉大的女人   | 11.55              | 1985年1月2日   |
| 6    | 大英烤焗大賽     | 11.21              | 2020年9月22日  |
| 7    | 葛萊哥里的女友   | 10.75              | 1985年1月8日   |
| 8    | 大英烤焗大賽     | 10.54              | 2018年10月30日 |
| 9    | 大英烤焗大賽     | 10.13              | 2017年10月31日 |
| 10   | 大英烤焗大賽     | 10.03              | 2019年8月27日  |

### 喜劇
2010年，第四台播出了喜劇慈善節目《第四台喜劇之夜》，有超過25名喜劇演員參加，號稱是「英國史上最大的棟篤笑」。這一節目於3月30日在倫敦O2體育館錄製，有14,000名觀眾在現場觀看。節目在4月5日播出。

### FourDocs
FourDocs是第四台提供的一個線上紀錄片網站。該網站允許觀眾上傳自己的紀錄片給其他人觀看。網站專注於3至5分的紀錄片。2006年，該網站贏得皮博迪獎。

### 學校節目
作為其職責和播出許可的一部分，第四台有義務播出學校節目。

#### ITV學校在第四台
自1957年開始，ITV就有義務製作學校節目。在第四台開播五年之後，IBA自1987年開始開始利用之前閒置的週一至週五早晨時段免費提供ITV的學校節目。這一編排使得ITV公司履行了其提供學校節目的義務，又使得ITV得以在這一時間播出帶廣告的常規節目。

#### 第四台學校/4Learning
1993年重組之後，ITV的製作學校節目的義務轉移給第四台。新服務名為第四台學校（Channel 4 Schools），由新公司管理服務並委託外包節目。其中部分節目仍然來自ITV，部分則來自於獨立製作公司。

### 宗教節目
第四台從一開始就未遵從英國傳統宗教廣播的期望。約翰·拉內拉（John Ranelagh）是第四台第一任委託宗教編輯，他稱自己的首要任務是「拓寬宗教節目的光譜」和更多「智力」關注。他也無視了由BBC制定並由ITV採用的宗教節目架構。拉內拉的第一個主要任務引起了軒然大波。播出於1984年復活節期間的三集紀錄片《耶穌：證據》被認為內容鼓吹福音書不可信、耶穌可能沉迷巫術、甚至業務可能不存在的觀點。這一節目引發公眾抗議，並標誌英國廣播界和宗教界的關係顯著惡化。

### 電影
喜劇、動作、紀錄片、愛情、恐怖等多種類型的電影均出現在第四台的節目表上。自開播至1998年，第四台的電影節目大多以「Film on Four」名稱播出。
2005年3月，第四台播出了未經刪減的拉斯·馮·提爾電影《白痴》，其中包括未經處理的性交場面，令第四台成為第一個播出這種場面的英國無線電視台。此前第四台亦播出過類似電影，但均經過審查並標有警告。
1998年11月1日開始，第四台擁有一個專門播出電影的收費數字電視頻道。2006年7月開始，該頻道以Film4名稱重新開播，並成為免費頻道。

### 自慰主題節目周
2007年3月，第四台曾計劃播出一系列關於自慰的電視節目，並將其名為「自慰週」（Wank Week）。第一個節目的內容是關於自慰馬拉松。另一部節目內容關於男性強迫性自慰。第三部節目則關注性教育學者貝蒂·多德森博士。這一系列節目遭到來自資深電視界人士的公開批評，並因該台公共廣播性格的爭議而取消。

### 全球暖化
2007年3月8日，第四台播出了一部高度受爭議的紀錄片《全球暖化大騙局》。該節目稱全球暖化是「謊言」和「現代最大騙局」。該節目的準確性多有爭議，有批評稱該節目立場片面。2007年4月25日時，Ofcom收到246條投訴，包括稱該節目捏造數據。該節目受到來自科學家和科學機構的批評。多位參與該紀錄片的學者稱他們的觀點被歪曲。
《對抗自然》（Against Nature）是第四台早期的一部具爭議的節目。該節目批評了環保運動，並且被獨立電視委員會指控用選擇性編輯歪曲受訪者的觀點。播出於1990年8月12日的紀錄片溫室陰謀亦遭到類似批評。

## 历年台标

第四台在1982年至1996年、2021年1月22日的台標，由馬丁·蘭比-奈恩（英语：Martin Lambie-Nairn）設計
第四台在1996年至1999年的台標
第四台在1999年至2004年的台標
第四台在2004年至2015年的台標
第四台自2022年開始的台標

第四台最初的標誌由馬丁·蘭比-奈恩設計，使用於1982年11月2日開播後至1996年。該標誌在2021年1月22日再次使用，以宣傳第四台的新五集劇這是罪。2019年9月20日和2020年12月28日時，第四台亦曾使用過該標誌，前者为响应世界阿尔兹海默病日，后者为悼念馬丁·蘭比-奈恩。

## 區域版本
和在不同地區播出不同內容的BBC及ITV不同，第四台自開播以來就在英國全國播出同樣節目內容。但在1980年代至1990年代初期，第四台部分學校節目按地區播出不同內容。且不同地區亦會播出不同廣告。由於獨立電視公司要求監管當局放寬對其地區新聞的數量要求，有構想由第四台承擔部分地區新聞製作的。Ofcom、ITV和第四台正在對此事進行談判。

## 第四台HD
2006年，第四台進行了為期六個月的高畫質電視試驗，通過水晶宮發射站向倫敦和部分倫敦周圍各郡發射訊號。
2007年12月10日，第四台開始在天空數位衛星電視上播出高畫質聯播頻道，這也是英國第一個由無線電視台提供的完全高畫質電視頻道。
2009年7月31日，維珍媒體上開始播出第四台HD頻道。2010年3月25日，第四台HD開始在Freeview上播出。2011年4月19日，第四台HD開始在Freesat。2012年12月2日開始，第四台HD開始在威爾斯播出。

## 電視資訊

### 4-Tel/FourText
第四台在開播後獲得了電視資訊播出許可，以提供節目表、節目資訊等功能。這一服務最初名為4-Tel，由Intelfax公司提供。2002年，該服務更名為FourText。

### Teletext on 4
2003年，第四台授予Teletext一份電視資訊合同，為期10年，並將其名為Teletext。該服務在2008年結束。

## 外部連結
- 官方网站